# Salsa shacha
La pasta o salsa shacha o sa cha es un condimento chino usado principalmente en las cocinas Fujia, Chaoshan y Taiwán. Se hace con aceite de soja, ajo, cebolleta, guindilla, rémol y gamba seca. Tiene un sabor salado y ligeramente picante.
La salsa shacha tiene múltiples usos, pudiendo emplearse como base para sopas, para untar carnes para la barbacoa, para condimentar platos salteados y como ingrediente para salsas para mojar, como las que por ejemplo se usan en el hot pot.